# ورزشگاه بولین گراند
بولین گراند (به انگلیسی: Boleyn Ground) نام ورزشگاه اختصاصی باشگاه وستهام یونایتد در منطقه آپتون پارک لندن در کشور انگلستان است.
این ورزشگاه از سال ۱۹۰۴ زمین خانگی باشگاه وستهام یونایتد می‌باشد . ظرفیت این ورزشگاه ۳۵٬۰۱۶ است .بولین گراوند چهاردهمین ورزشگاه بزرگ در انگلستان می‌باشد .
این ورزشگاه در سال ۲۰۱۶ تعطیل شد و بازی‌های وستهام به ورزشگاه لندن منتقل شد.